# Cazul a avut un deznodământ fericit
Cazul a avut un deznodământ fericit (titlul original: No, il caso è felicemente risolto) este un film dramatic italian, realizat în 1973 de regizorul Vittorio Salerno, protagoniști fiind actorii Enzo Cerusico, Riccardo Cucciolla, Enrico Maria Salerno. 

## Distribuție
- Enzo Cerusico – Fabio Santamaria
- Riccardo Cucciolla – profesorul Eduardo Ranieri
- Martine Brochard – Cinzia
- Enrico Maria Salerno – Giannoli, jurnalist
- Loredana Martinez – Olga Porti, prostituata
- Umberto Raho – don Giulio
- Junie Vetusto – fiica portăresei
- Michele Malaspina – comisarul de poliție
- Luigi Casellato – inspectorul de criminalistică
- Claudio Nicastro – doctorul Rocch
- Nazzareno Natale – Augusto
- Gualtiero Rispoli – șeful poliției Basile
- Franco Mazzieri – avocatul Ranieri
- Enzo Garinei – redactorul șef
- Eleonora Mauro – „Grissino”, fotoreporterul
- Giangiacomo Elia – Aldo, frizerul
- Roberto Santi – colegul lui Fabio
- Ornella Ghezzi – vecina lui Fabio
- Sandra Locci – fiica lui Fabio și Cinzia
- Giovanna Mainardi – Annalena
- Enrico Marciani – inspectorul Pace
- Marco Mariani – colegul lui Fabio
- Fernando Cerulli – speaker la televiziune
- Luciano Bonanni – martorul